# Jean Estrix
Pour les articles homonymes, voir Estrix.
Jean Estrix (Esscherix), né à Malines le 8 septembre 1602 et mort le 3 août 1665, est un religieux et écrivain ecclésiastique.

## Biographie
Jean Estrix est le fils de Corneille Estrix et de Anne van den Hove (nièce de Mgr Hovius), et le cousin germain d'Egide Estrix. Prieur et maître des novices chez les Augustins, il est visiteur provincial de la province de Cologne.
Il est chargé d'introduire des réformes dans le couvent de Waldringue (Sarrelouis) en 1632.
Il est nommé commissaire général des couvents augustins d'Autriche en 1641.

## Œuvre
- La Vie de saint Thomas de Villeneuve (traduction)
- La Vie de saint Thomas de Jésus (traduction)
- Ærumnæ Christi

## Sources
- « Estrix (Jean) », in Biographie nationale de Belgique, Académie royale de Belgique.

- Notice dans un dictionnaire ou une encyclopédie généraliste :   - Biographie nationale de Belgique